# Elmakaşı
Elmakaşı (kurd. Poxterîs) ist ein Dorf im Landkreis Pertek der türkischen Provinz Tunceli. Elmakaşı liegt in einem Hochtal auf einer Höhe von 1.370 Meter über dem Meeresspiegel, zirka 34 Kilometer nördlich von Pertek im Norden des Keban-Stausees. Elmakaşı gehört zum Bucak Dere.
Der ursprüngliche Name des Dorfes wird vom Grundbuchamt als „Puhateris“ angegeben. Der Linguist Sevan Nişanyan transkribiert den früheren Namen als Pohteris. Dieser Name ist armenischen Ursprungs.
Im Jahr 1985 lebten in Elmakaşı 360 Menschen. Für 2011 gibt das TÜIK 125 Einwohner für das Dorf an.
Elmakaşı hat eine Trinkwasserversorgungsstelle, verfügt aber nicht über eine Kanalisation. Die Dorfschule ist geschlossen. Zum Dorf führt eine nicht asphaltierte Straße. Haupterwerbsquelle ist die Kleintierhaltung. Elmakaşı war ursprünglich armenisch besiedelt.